# Савченков, Кирилл
Кирилл Савченков (родился 30 мая 1987, Москва) — художник, преподаватель Московской школы фотографии и мультимедиа им. Родченко. Живёт и работает в Москве.

## Биография
Учился в Московском техническом университете связи и информатики (2004—2009) и Московской школе фотографии и мультимедиа им. Родченко (2009—2012) в мастерских фотографа Олега Климова («Документальная фотография») и художника Романа Минаева («Интермедиа»).
Кирилл Савченков работает с разными медиа, включая фотографию, видео, объекты, текст и инсталляцию, а также с различными практиками перформативной коммуникации и взаимодействия со зрителями (экскурсия, воркшоп). Во многих проектах художник исследует феномен памяти, влияние среды на опыт и психику человека. Среди ключевых тем его работ — ландшафт спальных районов, потоки информации, формирование различных субкультур и сообществ.
В феврале 2017 года его проект «Мемориальный центр» будет показан на коллективной выставке «По направлению к источнику» в Музее современного искусства «Гараж».
В декабре 2015 — январе 2016 года в Агентстве сингулярных исследований (АСИ) в ЦТИ «Фабрика» (Москва) Кирилл Савченков представил проект Horizon Community Workshop — серию тематических семинаров. Художник выступил в роли тренера, чья задача — «посвятить участников в особые техники, благодаря которым вероятность выжить в современном мире повышается».
В 2015 году в рамках проекта фонда V-A-C «Расширение пространства. Художественные практики в городской среде» был представлен проект Кирилла Савченкова «Музей скейтбординга» — тотальная инсталляция, через движение исследующая взаимодействие и взаимное влияние городской архитектуры и скейтбординга. В рамках проекта состоялась экскурсия Кирилла Савченкова по Парку Победы — главному споту для скейтбординга в Москве. Летом 2016 года выставка «Музей скейтбординга» открылась в галерее Calvert22 (Лондон) в рамках программы «Власть и архитектура».
В 2014 году Савченков работает над двумя проектами, посвящёнными городским окраинам, которые предстают одновременно как пространства утопии и дистопии:
«Атлас» (показан на коллективной выставке «Полупроводники» в Stella Art Foundation — специальном проекте IV Московской международной биеннале молодого искусства, 2014) и Umwelt (2014).
«Сочетание личных воспоминаний, подросткового опыта и идеологии неудавшейся утопии лежит в основе „Атласа“ и „Анабасиса“ — проектов, исследующих пространство постсоветских спальных районов, территорий на границе большого города, легко узнаваемых по их одинаковых жилым блокам», — описывает проекты куратор и журналист Анастасия Фёдорова.
«Многим кажется, что ландшафт городских окраин — пуст, что он анонимен, и мне хотелось развенчать это убеждение, показать, что за каждым домом, за каждым пустырем скрывается своя история и память», — говорит Савченков.
Тема ландшафта спальных районов и его влияния на человека отражена в двухчастном проекте «Анабасис» (2013). Первая часть проекта — серия прогулок-экскурсий от Ясенево к Северному Чертаново через Битцевский парк, которые состоялись в сентябре-октябре 2013 года. Вторая — выставка в культурном центре «Вдохновение» в Ясенево (бывший кинотеатр «Ханой»).
В 2012 году на выпускной выставке студентов Школы фотографии и мультимедиа Школы им. Родченко «Без исключений» в Мультимедиа Арт Музее Москвы Савченков представил проект «АМОК», посвящённый серийным убийствам, совершённым на окраинах. Проект представлял собой визуальный поток, включавший найденные и сделанные художником кадры, новостную хронику, различные документы и фотографии.
Первая персональная выставка Кирилла Савченкова «207»" состоялась в 2010 году в галерее «ФотоДепартамент» (Санкт-Петербург).
С 2013 года Кирилл Савченков преподаёт в Московской школе фотографии и мультимедиа им. Родченко.
В 2011 году получил гран-при премии «Серебряная камера» в номинации «Архитектура» за проект «Пустота» (2010)
В 2014 году его книга «Айсберг» вошла в шортлист премий MACK First Book Award и Kassel Photobook Award.
Работы Кирилла Савченкова находятся в коллекциях Мультимедиа Арт Музея Москвы и Stella Art Foundation.

## Персональные выставки
- 2016 — Museum of Skateboarding. Calvert 22, Лондон, Великобритания
- 2015 — Horizon Community Workshop. Агентство сингулярных исследований (АСИ), ЦТИ «Фабрика», Москва
- 2015 — Echo. Svilova Gallery, online platform
- 2014 — «Лавина». «ФотоДепартамент», Санкт-Петербург, Россия
- 2013 — «Анабасис». КЦ «Вдохновение», Москва, Россия
- 2012 — «Вовлечься с бешенством в борьбу» (вместе с Сашей Курмаз). Галерея Paperworks, Москва, Россия
- 2010 — «207»". «ФотоДепартамент», Санкт-Петербург, Россия

## Избранные групповые выставки
- 2017 — «По направлению к источнику». Музей современного искусства «Гараж», Москва, Россия
- 2016 — «Свежая кровь». ЦСИ «Винзавод», Москва, Россия
- 2015 — «Расширение пространства. Художественные практики в городской среде». Фонд V-A-C, ГЭС-2, Москва, Россия
- 2015 — «Метогеография». Государственная Третьяковская галерея, Москва, Россия
- 2014 — «Правдоискатели». Галерея «Виктория», Самара, Россия
- 2014 — «Полупроводники». Stella Art Foundation, Москва, Россия
- 2014 — «Шуршание ангелов». «Электромузей» (ВЗ «Ростокино», Москва, Россия
- 2014 — «Двенадцать задумывающихся фотографов». В рамках параллельной программы Manifesta 10. Первый кадетский корпус, Санкт-Петербург, Россия
- 2014 — «Заглянуть в неё». ВЗ «Замоскворечье», Москва, Россия
- 2013 — «Дали». ЦТИ «Фабрика», Москва, Россия
- 2013 — «Стабильность. Призраки» (недоступная ссылка). В рамках параллельной программы V Московской биеннале современного искусства. Галерея Random, Москвы, Россия
- 2011 — «Молодая фотография 2011 1/2. Край». «ФотоДепартамент», Санкт-Петербург, Россия
- 2011 — «Перформативный архив». Галерея «Е. К. АртБюро», Москва, Россия
- 2011 — «Непридуманная фотография». Мультимедиа Арт Музей, Москва, Россия
- 2010 — «Молодая фотография 2010 2/2. Время». «ФотоДепартамент», Санкт-Петербург, Россия
- 2010 — Photographie russe historique, moderne et contemporaine 1850—2010. Галерея Beckel-Odille-Boïcos, Париж, Франция
- 2010 — Sense and Sensibility. Центр дизайна Artplay, Москва, Россия